# 人工衛星の軌道
人工衛星の軌道（じんこうえいせいのきどう）では、個々の利用目的にあわせた軌道に投入される人工衛星の、軌道の種類や性質や、衛星の位置を知る方法を示す。

## 軌道運動の基本
地表で水平方向に物体を投げてみる。もし、地球が平面で果てしなく続き、重力が地表に向かって働くのなら、どんなに初速度が大きくても物体はいずれ地上に落ちてしまう。これは図1で、重力加速度により物体の速度ベクトルが最終的には地表に向かうことが理解できるだろう。
しかし、実際には地球は概ね球体であり、重力はその中心に向かう。このため、図2のA点（図は誇張して書いてあるが、地表からの高さは地球の直径にくらべ十分小さいものとする）から水平に投射した物体は、初速度の大きさによりp1 → p2 → p3と段々遠くまで届くようになり、ある速度になるともとの投射点に戻り、あとは繰り返して地球を周回するようになる。すなわち物体は地球の人工衛星になったのであり、この周回軌跡を軌道（orbit）と呼ぶ。このときの軌道の形は円軌道である。また、このとき速度を第一宇宙速度といい、約7.9 km/sである。
初速度をさらに大きくしていくと軌道は楕円になり、ある速度になると物体は放物線を描き、周回して再び同じ点に戻ることはなく、地球の引力を脱出する。この時の速度を第二宇宙速度（脱出速度）といい、約11.2 km/sである。
さらに初速度を大きくして、第二宇宙速度以上の速度になると、軌道は双曲線を描き脱出軌道をとる。
なお、物体の地表からの高度を大きくすると、円軌道に達する速度も地球を脱出する速度も、上記の地表すれすれの速度より小さくて済む。
高度を変えたとき、円軌道を達成するために必要な初速とその高度での円軌道の周期は次の通りである。
| 高度     | 初速 (km/s) | 周期 (分)                      |
| -------- | ----------- | ------------------------------ |
| 1m       | 7.9064      | 84.37                          |
| 1km      | 7.9058      | 84.39                          |
| 10km     | 7.90        | 84.57                          |
| 100km    | 7.85        | 86.36                          |
| 1,000km  | 7.35        | 105.0                          |
| 10,000km | 4.93        | 347.6                          |
| 35,786km | 3.07        | 1,436 (1恒星日…静止衛星となる) |

話題を人工衛星に限ると、初期の高度が大気圏外（実用上は概ね100 km以上）で、円軌道または楕円軌道を描く場合を取り扱うことになる。
人工衛星の運動は近似的にニュートン力学の範囲で記述可能であり、その結果はケプラーの法則にしたがう（別に人工衛星に限らない）。但し、重力を及ぼしあう複数の物体の運動は、物体数が3以上の場合では解析的に解くことができない（多体問題）。このため物体数を2個、すなわち地球と人工衛星のみとして（二体問題）解き、他の天体、例えば太陽や月の重力による影響を摂動として加えて実用的な解を得るのが普通である。
また、二体問題では物体を質点として扱うが、地球‐人工衛星の系の場合、後者はともかく前者は現実には質点ではない。一応、軌道計算では球対称であれば質点と看做しても構わないが、地球は真球体ではないため、これも考慮する必要がある。通常は回転楕円体として扱う（ベッセル楕円体、GRS80楕円体）。
人工衛星の軌道は一定の平面内に限定される。後述の摂動により多少のずれが生じるが、意図的な軌道変換を行う場合を除き短期的には同一平面上にあると言ってよい。この平面を軌道面という。

## 軌道の種類
これらの性質は軌道要素で表される。

### 高度による分類

高度による分類を理解させる為に地球周辺の衛星の軌道を描いた図。水色が低軌道、黄色が中軌道、黒色の点線が静止軌道を表している。

低軌道 (LEO)
高度2,000km以下の地球周回軌道。国際宇宙ステーションなどはこの軌道に存在する。
中軌道 (MEO)
高度2,000kmから地球同期軌道（35,786km）までの地球周回軌道。
高軌道 (HEO)
地球同期軌道（35,786km）より外の地球周回軌道。

### 軌道傾斜角による分類
傾斜軌道
衛星の軌道傾斜角が惑星の赤道に対して傾いている軌道。
極軌道
惑星の極、または極近傍の上空を通過する軌道。よって軌道傾斜角は90°に近くなる。
極太陽同期軌道
極軌道に近く、赤道を常に同じ現地時間で通過する軌道。影が常に同じ場所にできるので画像の撮影に便利である。
順行軌道
軌道傾斜角が90°以下の軌道。惑星の自転と同方向に周回する。
逆行軌道
軌道傾斜角が90°以上の軌道。惑星の自転方向とは逆向きに周回する。太陽同期軌道は逆行軌道の内の一つである。

### 離心率による分類

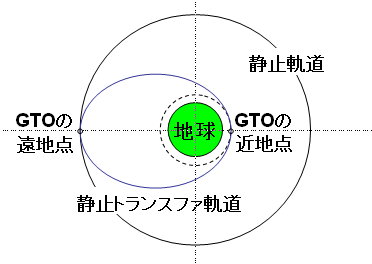
静止トランスファ軌道と静止軌道を描いた図。

円軌道(Circular orbit)
軌道離心率が0で、円の形をした軌道。
楕円軌道(Elliptic orbit)
軌道離心率が0より大きく1より小さい軌道。楕円を描く。軌道離心率が特に大きいものは、長楕円軌道(Highly elliptical orbit,HEO)と呼ばれる。
静止トランスファ軌道 (GTO)
近地点が低軌道上で、遠地点が静止軌道上にある楕円軌道を代表例とする、静止軌道への遷移を目的とした軌道（という意味では、パラメータではなく目的に着目した分類である。たとえば通常のGTOの他、スーパシンクロナス・トランスファ軌道がある。詳しくは静止トランスファ軌道の記事を参照）。
モルニア軌道(Molniya orbit)
軌道傾斜角が63.4°で、周回周期が地球の自転周期の半分である楕円軌道。
ツンドラ軌道(Tundra orbit)
軌道傾斜角が63.4°で、周回周期が地球の自転周期と同じである楕円軌道。
準天頂軌道 (QZO)
適切な軌道傾斜角と軌道離心率を持たせることで、特定の1地域の上空に長時間とどまる軌道。日本の準天頂軌道衛星「みちびき」は、離心率がおよそ0.1で、軌道傾斜角がおよそ45°、周回周期が地球の自転周期と同じである楕円軌道。

双曲線軌道
1以上の離心率を持つ軌道。第二宇宙速度以上の速度を持ち、天体の引力を振り切る。
放物線軌道
離心率が1である軌道。第二宇宙速度と同じ速度を持ち、地球の引力を振り切る。速度が増加すれば双曲線軌道になる。
脱出軌道 (EO)
物体が第二宇宙速度で地球から離れていく放物線軌道。
捕捉軌道
物体が第二宇宙速度で地球に近づいていく放物線軌道。

### 周期性による分類
回帰軌道
人工衛星の１日当たりの周回数がちょうど整数になる軌道。地球が１回転する間に、衛星が何回か地球をまわり、次の日の同じ時刻に、同じ地点の上空に再びその衛星が飛来する。
同期軌道 (SO)
惑星の自転周期と衛星の公転周期が等しい軌道。地上観測者から見ると衛星はアナレンマ上を動く。
対地同期軌道 (GEO)
地球を周回する同期軌道。高度約、35,786 km。
静止軌道 (GSO)
軌道傾斜角が0°の対地同期軌道。地上の観測者からは衛星が空に固定されているように見える。アーサー・C・クラークに因んでクラーク軌道とも呼ばれる。
墓場軌道
地球同期軌道の数百km上の軌道。衛星は任務終了時にここに移動する。
分同期軌道
静止軌道・地球同期軌道のすぐ下にあるドリフト軌道。衛星は東にドリフトする。
準同期軌道
公転周期が惑星の自転周期の2分の1に等しい軌道。

準回帰軌道
1日のうちに地球を何度か周回し、その日のうちには戻らないが、定数日後に元の地表面上空に戻る軌道。
太陽同期準回帰軌道
準回帰軌道で、かつ太陽同期軌道である衛星軌道。

太陽同期軌道 (SSO)
衛星の軌道面に入射する太陽からの光の角度が同じになる軌道。極軌道に近く、赤道を常に同じ現地時間で通過する軌道。太陽同期軌道（衛星側）から地球を見ると太陽光の入射角が常に同じとなり、同一条件下での地球表面の観測が可能となるので地球観測衛星などの画像の撮影に適している。

### 特殊な分類
月周回軌道
地球の自然衛星である月を周回する軌道。月探査機を参照。月（平均高度384,403 km、楕円-傾斜軌道）の周りを回りながら地球の周りも回る。

### 擬似軌道
馬蹄形軌道
地上の観測者から見ると、観測者のいる惑星の周りを周回しているように見えるが、実際には観測物体は惑星と共有軌道となっている軌道。クルースンや2002 AA29を参照。
エクソ軌道
軌道に到達する予定であったが、速度不足のため落下する軌道。弾道飛行の類義語。
ホーマン遷移軌道 (HTO)
推進装置を二回使用して円軌道から他の円軌道に移る軌道。ヴァルター・ホーマンに因んで命名された。
ハロー軌道/リサージュ軌道
ラグランジュ点の周りを回る軌道。

## 人工衛星の位置計算
特定の観測地から人工衛星がどこ（普通は方位角と仰角で与える）に見えるかは低軌道衛星などでは特に重要な課題である。人工衛星の位置計算を行うためには、次の手順で考える。
（とりあえず概略のみ）
1. 軌道面内の位置決定
ある時刻の衛星の軌道面内の位置（円周または楕円周上の位置）を決定する。
2. 地球中心の座標系における3次元位置を決定
軌道面の赤道面からの傾きや、楕円の方向などから求める。
3. 観測地の地表上の位置を決定
観測地の緯度・経度と時刻から3次元位置が定まる
4. 衛星と観測地の相対関係を求める
5. 両者の3次元的な相対関係を計算すると観測地からの衛星への方向ベクトルが計算できるので、方位・仰角が計算できる